# 2016 (película)
2016 es una película ghanesa de acción y ciencia ficción directa a video de 2010 dirigida por el director seudónimo Ninja. Se hizo conocida por su extraño tráiler y sus efectos visuales de bajo presupuesto.

## Sinopsis
Los eventos en la película se desarrollan en el año 2010 y sigue a un grupo de ghaneses que intentan sobrevivir a los alienígenas hostiles que invaden Acra con la intención de, para el año 2016, colonizar el mundo. 

## Elenco
- Rose Mensah como Maa Dorcas
- Ebenezer Donkor como Mr.Oppong
- Emmanuel Afriyie como Francis
- Osei Joseph como Johnson
- Priscilla Anabel como Cara
- Rebbeca Achiaa como Maame Serwaah
- Baptiste Moureau como terminador

## Lanzamiento
En 2011 se compartió el primer avance de la película en YouTube. El HuffPost califó el avance compartido como "extraño y maravilloso", mientras que Cyriaque Lamar de io9 lo describió como "básicamente Alien, Predator y Terminator, todo en uno". También se mostró en un episodio de 2015 del programa de entrevistas nocturno Conan, con el invitado T. J. Miller.